# Олга (залив)
Вижте пояснителната страница за други значения на Олга.
Олга или Залив Света Олга е залив в Японско море разположен на югоизточния бряг на Приморския край. Открит е през 1859 г. при експедиция с корвета „Америка“ под командването на Александър Болтин.
Заливът е с дължина 11 km и ширина около 4 km. Бреговете му са стръмни, покрити със смесени гори. Те са източните склонове на голямата планинска верига Сихоте Алин. През зимата заливът не замръзва. Независимо че температурата на въздуха през зимата е около -11 °C, тази на водата е 2 - 3 °C. Това се дължи на характерното за Японско море Приморско течение. Благодарение на него през август температурата на водата е сравнително ниска и е около 16 °C.
По бреговете на залива се намира селището Олга, център на едноименния район на Приморския край.